# Aldebaran (torpediniera 1882)
La Regia Nave Aldebaran è stata una torpediniera della Regia Marina italiana in servizio tra il 1882 e il 1911.

## Storia
La torpediniera avviso di 1ª classe Aldebaran, fu costruita presso il cantiere navale Thornycroft, di Chiswich, Londra. L'unità fu impostata nel 1882, varata in quello stesso anno ed entrò in servizio il 12 marzo 1882. Con un dislocamento in carico normale di 39 tonnellate a pieno carico, era lunga 30,50 m fuori tutto, larga 3,58 m e con un pescaggio a poppa di 1,67 m. La dotazione di combustibile era pari a 7 tonnellate di carbone. La propulsione era assicurata da 1 motrice alternativa verticale a triplice espansione, azionata da 1 caldaia a locomotiva, erogante la potenza di 430 hp, ed azionante un'elica del diametro di 1,446 m. Lo scafo era relizzato in acciaio Bessemer galvanizzato, dotato di compartimenti stagni.
Iscritta nel Quadro del naviglio della Regia Marina il 12 marzo 1882, in quello stesso giorno fu consegnata al personale della marina presso l'arsenale di cLa Spezia entrando in armamento. Il 2 ottobre di quell'anno sostituì la torpediniera Falco nel Gruppo Torpediniere a Spezia, ed il 1° giugno 1883 venne assegnata alla Squadra permanente. Il 21 giugno fece un viaggio a Civitavecchia con la Aquila per tornare a Spezia il 2 luglio, dove il 4 dello steso mese fu messa in disarmo. Ritornò in servizio attivo il 1° aprile 1884, assegnata alla 1ª Squadriglia torpediniere appena costituita prendendo parte a numerose esercitazioni. Il 5 luglio le esercitazioni proseguirono fino a raggiungere le acque della Campania, da dove la Aldebaran ritornò a Spezia il 13 ottobre per passare in disarmo il 16 dello stesso mese. Il 16 maggio 1885 l'unità venne rinominata con la sigla 26. Posta in posizione di riserva dall'11 maggio 1886, il 14 luglio successivo sostituì la 31 nella 2ª Squadriglia; il 17 fu di scorta alla nave da battaglia Italia che trasportava a bordo re Vittorio Emanuele III diretto a Genova.
Dal 1° agosto operò in acque della Sicilia, rimanendovi sino al 6 novembre. Il 10 dello stesso mese raggiunse Messina assegnata alla locale stazione navale.
L'11 maggio 1887 entrò a Napoli dove rimase in disponibilità dal 1° settembre.
Ritorno in servizio attivo il 25 agosto 1888 trasferita a Taranto, dove giunse il 2 novembre, e il 18 successivo venne posta in disarmo. Il 1° dicembre 1889, messa in posizione di riserva di 1ª, al servizio della pirofregata Principe Amedeo, nave ammiraglia della Riserva. Dal 1° luglio 1891 fu assegnata alla difesa mobile di Taranto, e dal marzo 1899 alternò periodi di armamento ridotto ad altri di messa in disponibilità a Taranto. Il 19 maggio 1909 fu assegnata alla difesa di Messina, ritornando a Taranto il 10 novembre dove, il giorno 18, fu definitivamente disarmata.
Il 12 agosto 1911 la Aldebaran fu definitivamente radiata, e successivamente demolita.